# João Lopes (padre)
João Lopes, el viejo o padre (João Lopes, o Velho  en portugués), fue un cantero portugués del siglo XVI, nacido en Oporto y fallecido en Viana do Castelo. Vivió en Guimarães, Lamego, Oporto y Viana do Castelo Inició su carrera como ayudante de maestres canteros Vizcaínos que dirigieron las obras en la Iglesia Matriz de Caminha.

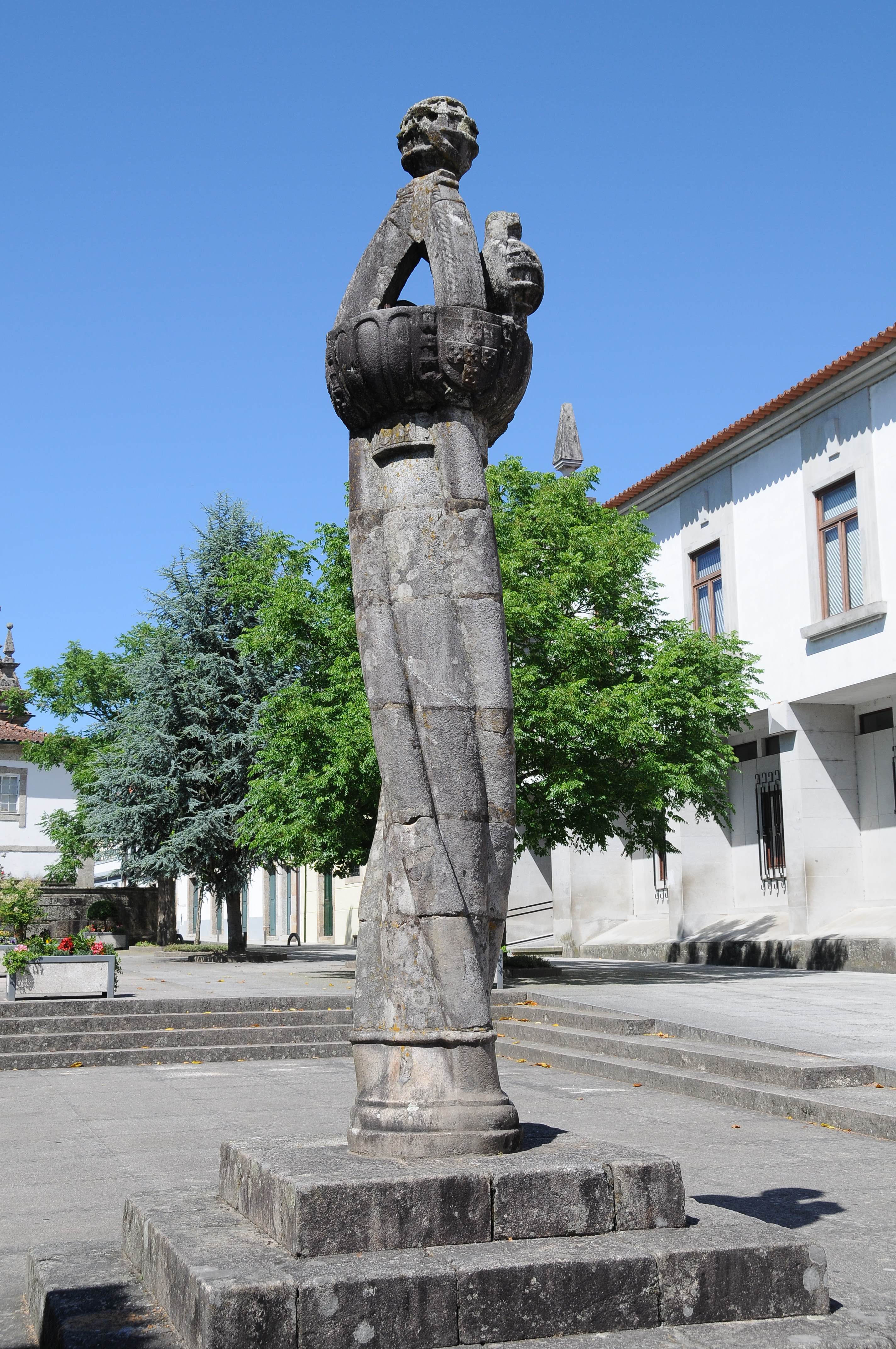
Pelourinho (picota) de Arcos de Valdevez, obra de João Lopes, o Velho.

Fue autor de un célebre conjunto de chafarizes monumentales: 
- Fuente de la Herrería, Pontevedra (1550),
- Chafariz do Terreiro, Caminha (concluido en 1553)
- Chafariz de la Praça de la Rainha, Viana do Castelo (concluido entre 1554 y 1555).
- Chafariz del Largo de São Domingos, en Oporto.

En el de Viana do Castelo es probable la participación de su hijo, el cantero João Lopes, Filho. 
Fue responsable de obras en la Sé de Lamego, en el Convento de S. Bento da Avé-Maria, en el Pelourinho (picota) de Arcos de Valdevez (Ver imagen lateral) y en el Sé do Oporto.
En Viana do Castelo construyó además la casa de João Jacome de Luna, en la esquina de la calle del Pozo (rua do Poço), así como las capillas de S. Bernardo (de Fernão Brandão) y la capilla del Santísimo Sacramento, en la Iglesia Matriz de esta ciudad.
D. Diogo de Sousa le encomendó las obras en la Iglesia del Convento de Vilar de Frades, con todo, algunos autores, reflexionando acerca de la presencia de João de Castilho en Portugal y en las responsabilidades que este asumió en las obras de la Sé de Braga y en la Iglesia de São João Baptista, en Vila do Conde, se cuestionan que João Lopes no fuese, en esas obras, más que colaborador de Castilho. hay quien acredita, aun así, que Lopes ya tenía experiencia y conocimientos suficientes para proyectar las obras en Vilar de Frades.

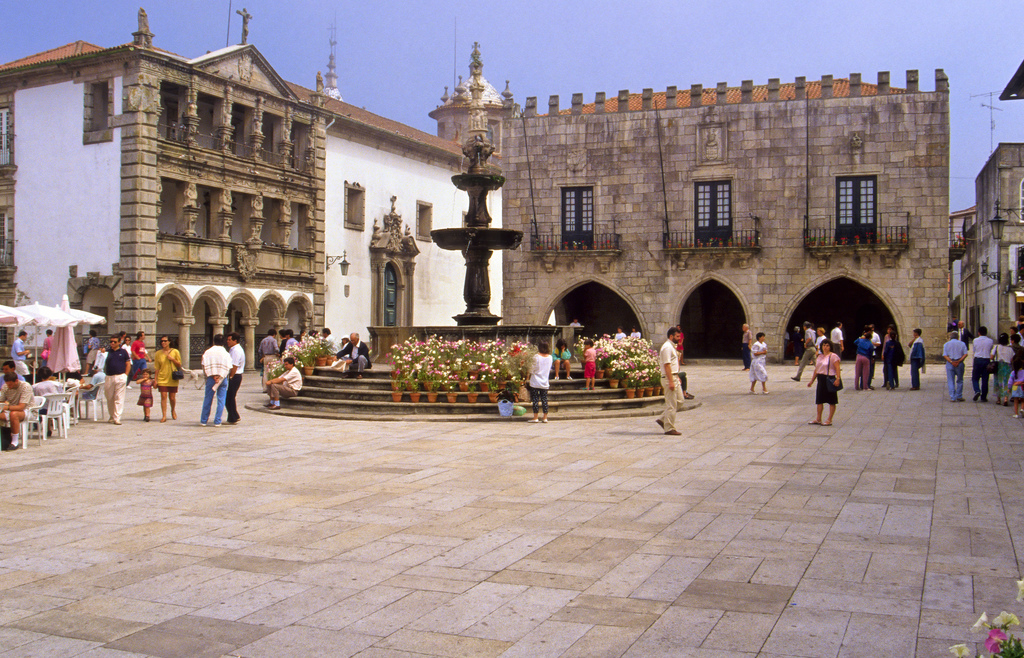
Fuente de la Plaza de la Reina al fondo a la izquierda el Antiguo Hospital de la Misericordia, a la derecha el Palau del Conselho
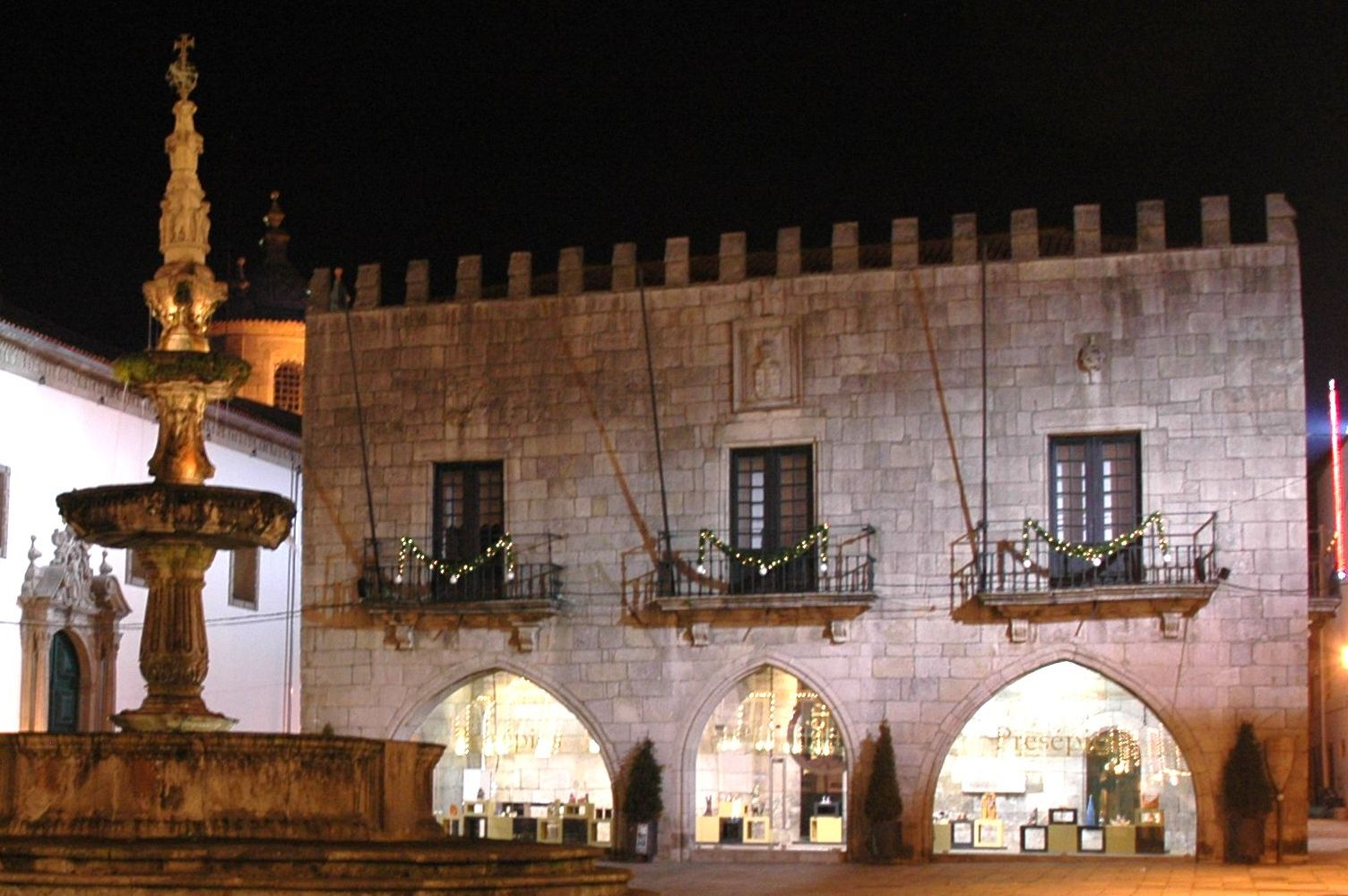
Fuente de la Plaza de la Reina, de noche, al fondo el Palau del Conselho
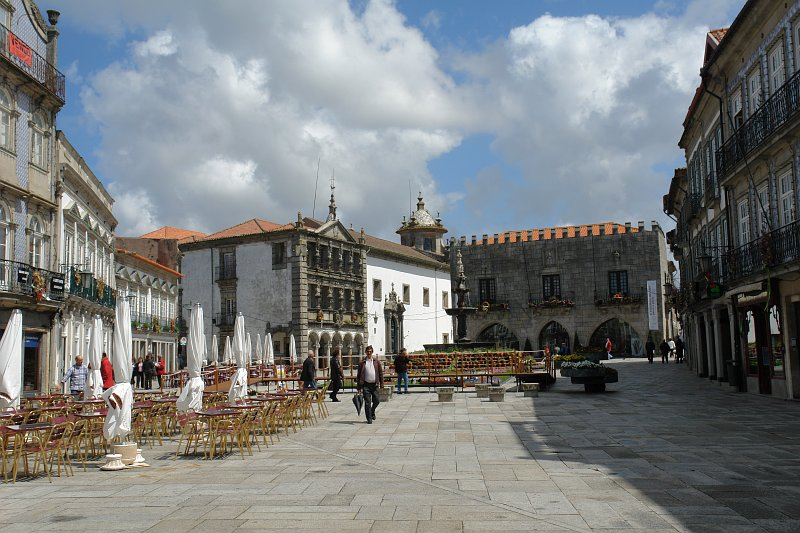
Vista general de la plaza, al fondo la fuente. En la línea del cielo sobresale la cúpula de la Iglesia de la Misericordia